# In the Present Tour
Die In the Present Tour war eine weltweite Konzerttournee der britischen Progressive-Rock-Band Yes.

## Hintergrund
Nachdem Yes im September 2004 ihre 35th Anniversary Tour beendet hatten, beschlossen die Bandmitglieder eine längere Pause einzulegen, da die Leistungen der Band aufgrund des stärkeren Alkoholkonsums insbesondere von Bassist Chris Squire nachgelassen hatte, obwohl die Band sich 2001 auf eine Abmachung geeinigt hatte, die das Trinken vor oder während der Shows verbot.
Während der eingelegten Pause tourte Yes-Sänger Jon Anderson sowohl solo als auch gemeinsam mit Keyboarder Rick Wakeman, Squire veröffentlichte ein Album mit Weihnachtsliedern und Schlagzeuger Alan White gründete seine eigene gleichnamige Band White, mit deren Mitgliedern er sich später seinen ehemaligen Yes-Kollegen Tony Kaye und Billy Sherwood für das gemeinsame Projekt Circa anschloss. Wakeman veröffentlichte auch weiterhin Solomaterial, ebenso wie Steve Howe, der drei Soloalben herausbrachte und sich auch wieder mit seinem ehemaligen und zukünftigen Yes-Bandkollegen Geoff Downes für die Wiedervereinigung der ursprünglichen Besetzung der Supergroup Asia zusammentat.
Im Mai 2008 kündigten Yes zum 40. Jubiläum ihre Close to the Edge and Back Tour an, bei der Oliver Wakeman, einer der Söhne von Rick Wakeman, am Keyboard zu hören sein sollte. Anderson behauptete, sie hätten vier neue „längere Kompositionen mit mehreren Sätzen“ für die Tour vorbereitet, er habe jedoch nach den niedrigen Verkaufszahlen des letzten Yes-Albums Magnification Desinteresse an der Produktion eines neuen Studioalbums geäußert und angedeutet, dass die Aufnahme eines solchen „nicht mehr logisch“ sei. Die Tour wurde noch vor den Proben abrupt abgesagt, nachdem Anderson einen lebensgefährlichen Asthmaanfall erlitten hatte und er auf Anraten seiner Ärzte sechs Monate lang nicht auf größere Tourneen gehen durfte.
Im September 2008 kündigten die verbleibenden drei Yes-Mitglieder, die ungeachtet von Andersons Verfügbarkeit ihre Tournee fortsetzen wollten, eine Tournee mit Steve Howe, Chris Squire und Alan White zusammen mit Oliver Wakeman an den Keyboards und dem neuen Leadsänger Benoît David, einem kanadischen Musiker, der zuvor bei Mystery und der Yes-Tributeband Close to the Edge gespielt hatte, an. Anderson drückte seine Enttäuschung darüber aus, dass seine ehemaligen Bandkollegen weder auf seine Genesung gewartet noch die Situation „auf eine Gentleman-Art“ gehandhabt hätten, und obwohl er ihnen alles Gute wünschte, bezeichnete er ihre laufenden Bemühungen als „Soloarbeit“ und betonte seine Ansicht, dass ihre Band „nicht Yes“ sei.
Da Anderson Miteigentümer der Marke Yes war, einigten sich die übrigen Mitglieder zunächst darauf, nicht unter dem Namen Yes auf Tour zu gehen. Die In the Present Tour begann am 4. November 2008 im kanadischen Hamilton, wurde jedoch im folgenden Februar abgebrochen, als Squire sich einer Notoperation an einem Aneurysma in seinem Bein unterziehen musste. Die Tournee wurde im Juni 2009 wieder aufgenommen, wobei Asia und Peter Frampton bei mehreren Shows im Vorprogramm spielten.
Im Oktober 2009 verkündete Squire schließlich, dass die neue Besetzung der In the Present Tour „jetzt Yes“ sei, und die Tour, mit der die Band nun als Yes auftrat, wurde bis zu ihrem Ende am 4. Dezember 2010 im argentinischen Mendoza fortgesetzt.

## Liveaufnahmen
Unter dem Titel In the Present – Live from Lyon erschien am 29. November 2011 ein Livealbum, das eine Aufnahme des Konzerts am 1. Dezember 2009 in der Bourse du Travail in Lyon enthält.

## Setlist
Durch den Wegfall Andersons war es Yes möglich, einige Stücke vom Album Drama, dem bis dato einzigen Studioalbum der Band ohne Beteiligung Andersons, in die Setlist unterzubringen, die Yes seit 1980 nicht mehr live dargeboten hatten. Weitere bis dato selten live gespielte Stücke enthielt die Setlist mit Onward (auf persönlichem Wunsch des damaligen Sängers Benoît David) und Astral Traveller.

### Beispiel-Setlist
- Intro (Firebird Suite)
- Siberian Khatru
- I’ve Seen All Good People
- Tempus Fugit
- Onward
- Astral Traveller
- Yours Is No Disgrace
- And You and I
- Corkscrew
- Second Initial
- Owner of a Lonely Heart
- South Side of the Sky
- Machine Messiah
- Heart of the Sunrise
- Roundabout
- Starship Trooper

## Tourdaten
| Nr.                 | Datum               | Stadt               | Land                | Veranstaltungsort                     | Anmerkungen                      |
| Leg 1 – Nordamerika | Leg 1 – Nordamerika | Leg 1 – Nordamerika | Leg 1 – Nordamerika | Leg 1 – Nordamerika                   | Leg 1 – Nordamerika              |
| ------------------- | ------------------- | ------------------- | ------------------- | ------------------------------------- | -------------------------------- |
| 1                   | 4. November 2008    | Hamilton            | Kanada              | Joyce Center for the Performing Arts  |                                  |
| 2                   | 5. November 2008    | Toronto             | Kanada              | Massey Hall                           |                                  |
| 3                   | 7. November 2008    | Hampton Beach       | Vereinigte Staaten  | Casino Ballroom                       |                                  |
| 4                   | 8. November 2008    | Williamsport        | Vereinigte Staaten  | Community Arts Center                 |                                  |
| 5                   | 9. November 2008    | Uncasville          | Vereinigte Staaten  | Mohegan Sun Arena                     |                                  |
| 6                   | 11. November 2008   | Hershey             | Vereinigte Staaten  | Hershey Theatre                       |                                  |
| 7                   | 12. November 2008   | Columbus            | Vereinigte Staaten  | Lifestyle Communities Pavilion        |                                  |
| 8                   | 14. November 2008   | New York City       | Vereinigte Staaten  | Hammerstein Ballroom                  |                                  |
| 9                   | 15. November 2008   | Asbury Park         | Vereinigte Staaten  | Paramount Theatre                     |                                  |
| 10                  | 16. November 2008   | Baltimore           | Vereinigte Staaten  | Rams Head Live!                       |                                  |
| 11                  | 18. November 2008   | Reading             | Vereinigte Staaten  | Sovereign Center                      |                                  |
| 12                  | 19. November 2008   | Richmond            | Vereinigte Staaten  | National Theater                      |                                  |
| 13                  | 21. November 2008   | Atlantic City       | Vereinigte Staaten  | Borgata Event Center                  |                                  |
| 14                  | 22. November 2008   | Westbury            | Vereinigte Staaten  | Capital One Bank Theatre              |                                  |
| 15                  | 23. November 2008   | Albany              | Vereinigte Staaten  | Times Union Center                    |                                  |
| 16                  | 25. November 2008   | Cleveland           | Vereinigte Staaten  | House of Blues                        |                                  |
| 17                  | 26. November 2008   | Detroit             | Vereinigte Staaten  | The Fillmore                          |                                  |
| 18                  | 28. November 2008   | Cincinnati          | Vereinigte Staaten  | Taft Theatre                          |                                  |
| 19                  | 29. November 2008   | Milwaukee           | Vereinigte Staaten  | Riverside Theatre                     |                                  |
| 20                  | 30. November 2008   | Bloomington         | Vereinigte Staaten  | U.S. Cellular Coliseum                |                                  |
| 21                  | 2. Dezember 2008    | St. Louis           | Vereinigte Staaten  | The Pageant                           |                                  |
| 22                  | 3. Dezember 2008    | Chicago             | Vereinigte Staaten  | Chicago Theatre                       |                                  |
| 23                  | 5. Dezember 2008    | Greensboro          | Vereinigte Staaten  | Carolina Theatre                      |                                  |
| 24                  | 6. Dezember 2008    | North Myrtle Beach  | Vereinigte Staaten  | House of Blues                        |                                  |
| 25                  | 7. Dezember 2008    | Atlanta             | Vereinigte Staaten  | The Tabernacle                        |                                  |
| 26                  | 9. Dezember 2008    | Louisville          | Vereinigte Staaten  | Palace Theatre                        |                                  |
| 27                  | 10. Dezember 2008   | Nashville           | Vereinigte Staaten  | Ryman Auditorium                      |                                  |
| 28                  | 12. Dezember 2008   | Biloxi              | Vereinigte Staaten  | Beau Rivage Theatre                   |                                  |
| 29                  | 14. Dezember 2008   | Orlando             | Vereinigte Staaten  | Hard Rock Live                        |                                  |
| 30                  | 15. Dezember 2008   | Clearwater          | Vereinigte Staaten  | Ruth Eckerd Hall                      |                                  |
| 31                  | 17. Dezember 2008   | Hollywood           | Vereinigte Staaten  | Hard Rock Live                        |                                  |
| Leg 2 – Nordamerika |                     |                     |                     |                                       |                                  |
| 32                  | 5. Februar 2009     | Mexiko-Stadt        | Mexiko              | Teatro Metropólitan                   |                                  |
| xx                  | 9. Februar 2009     | Houston             | Vereinigte Staaten  | House of Blues                        |                                  |
| xx                  | 10. Februar 2009    | Dallas              | Vereinigte Staaten  | House of Blues                        |                                  |
| xx                  | 12. Februar 2009    | Denver              | Vereinigte Staaten  | Paramount Theatre                     |                                  |
| xx                  | 14. Februar 2009    | Portland            | Vereinigte Staaten  | Aladdin Theater                       |                                  |
| xx                  | 15. Februar 2009    | Vancouver           | Kanada              | Commodore Ballroom                    |                                  |
| xx                  | 17. Februar 2009    | Spokane             | Vereinigte Staaten  | Knitting Factory Concert House        |                                  |
| xx                  | 18. Februar 2009    | Seattle             | Vereinigte Staaten  | Moore Theatre                         |                                  |
| xx                  | 19. Februar 2009    | Boise               | Vereinigte Staaten  | Taco Bell Arena                       |                                  |
| xx                  | 21. Februar 2009    | Las Vegas           | Vereinigte Staaten  | House of Blues                        |                                  |
| xx                  | 22. Februar 2009    | Anaheim             | Vereinigte Staaten  | House of Blues                        |                                  |
| xx                  | 24. Februar 2009    | San Diego           | Vereinigte Staaten  | House of Blues                        |                                  |
| xx                  | 25. Februar 2009    | Phoenix             | Vereinigte Staaten  | Dodge Theatre                         |                                  |
| xx                  | 27. Februar 2009    | Los Angeles         | Vereinigte Staaten  | Wiltern Theatre                       |                                  |
| xx                  | 28. Februar 2009    | Reno                | Vereinigte Staaten  | Grand Sierra Resort                   |                                  |
| xx                  | 2. März 2009        | San Francisco       | Vereinigte Staaten  | The Fillmore                          |                                  |
| xx                  | 3. März 2009        | Friant              | Vereinigte Staaten  | Table Mountain Casino                 |                                  |
| Leg 3 – Nordamerika |                     |                     |                     |                                       |                                  |
| 33                  | 26. Juni 2009       | Indio               | Vereinigte Staaten  | Fantasy Springs Resort Casino         |                                  |
| 34                  | 27. Juni 2009       | Paradise            | Vereinigte Staaten  | Thomas & Mack Center                  |                                  |
| 35                  | 30. Juni 2009       | Snoqualmie          | Vereinigte Staaten  | Casino Events Center                  |                                  |
| 36                  | 2. Juli 2009        | San Francisco       | Vereinigte Staaten  | Warfield Theatre                      |                                  |
| 37                  | 3. Juli 2009        | Saratoga            | Vereinigte Staaten  | Mountain Winery                       |                                  |
| 38                  | 5. Juli 2009        | Anaheim             | Vereinigte Staaten  | House of Blues                        |                                  |
| 39                  | 7. Juli 2009        | Universal City      | Vereinigte Staaten  | Gibson Amphitheatre                   |                                  |
| 40                  | 8. Juli 2009        | San Diego           | Vereinigte Staaten  | Humphrey’s Concerts by the Bay        |                                  |
| 41                  | 9. Juli 2009        | Phoenix             | Vereinigte Staaten  | Dodge Theatre                         |                                  |
| 42                  | 12. Juli 2009       | Denver              | Vereinigte Staaten  | Paramount Theatre                     |                                  |
| 43                  | 14. Juli 2009       | Kansas City         | Vereinigte Staaten  | Uptown Theatre                        |                                  |
| 44                  | 15. Juli 2009       | Fort Worth          | Vereinigte Staaten  | Bass Performance Hall                 |                                  |
| 45                  | 16. Juli 2009       | Muskogee            | Vereinigte Staaten  | Civic Center                          |                                  |
| 46                  | 18. Juli 2009       | Walker              | Vereinigte Staaten  | Festival Site                         | Moondance Jam                    |
| 47                  | 20. Juli 2009       | Clarkston           | Vereinigte Staaten  | DTE Energy Music Theatre              |                                  |
| 48                  | 21. Juli 2009       | Pittsburgh          | Vereinigte Staaten  | Amphitheatre at Station Square        |                                  |
| 49                  | 22. Juli 2009       | Glen Allen          | Vereinigte Staaten  | Innsbrook Pavilion                    |                                  |
| 50                  | 23. Juli 2009       | National Harbor     | Vereinigte Staaten  | National Harbor                       | Sunset Concerts                  |
| 51                  | 25. Juli 2009       | Cohasset            | Vereinigte Staaten  | South Shore Music Circus              |                                  |
| 52                  | 26. Juli 2009       | Jackson Township    | Vereinigte Staaten  | North Star Arena                      |                                  |
| 53                  | 28. Juli 2009       | Upper Darby         | Vereinigte Staaten  | Tower Theatre                         |                                  |
| 54                  | 29. Juli 2009       | Montclair           | Vereinigte Staaten  | Wellmont Theater                      |                                  |
| 55                  | 31. Juli 2009       | Westbury            | Vereinigte Staaten  | Capital One Bank Theatre              |                                  |
| 56                  | 1. August 2009      | Jamestown           | Vereinigte Staaten  | Savings Bank Arena                    |                                  |
| 57                  | 2. August 2009      | Bethlehem           | Vereinigte Staaten  | Sands RiverPlace                      |                                  |
| Leg 4 – Europa      |                     |                     |                     |                                       |                                  |
| 58                  | 29. Oktober 2009    | Olmütz              | Tschechien          | Hala Universitetu Palackiego          |                                  |
| 59                  | 30. Oktober 2009    | Katowice            | Polen               | Spodek                                |                                  |
| 60                  | 31. Oktober 2009    | Bratislava          | Slowakei            | Športová Hala Pasienky                |                                  |
| 61                  | 2. November 2009    | Vicenza             | Italien             | Teatro Comunale                       |                                  |
| 62                  | 4. November 2009    | Rom                 | Italien             | Teatro Tenda Strisce                  |                                  |
| 63                  | 6. November 2009    | Mailand             | Italien             | Teatro degli Arcimboldi               |                                  |
| 64                  | 7. November 2009    | Bamberg             | Deutschland         | Jako Arena                            |                                  |
| 65                  | 8. November 2009    | Karlsruhe           | Deutschland         | Schwarzwaldhalle                      |                                  |
| 66                  | 10. November 2009   | Antwerpen           | Belgien             | Koningin Elisabethzaal                |                                  |
| 67                  | 11. November 2009   | Paris               | Frankreich          | Olympia                               |                                  |
| 68                  | 12. November 2009   | Nantes              | Frankreich          | Cité des Congrès                      |                                  |
| 69                  | 14. November 2009   | Heerhugowaard       | Niederlande         | De Waerdse Tempel                     |                                  |
| 70                  | 16. November 2009   | Birmingham          | England             | Symphony Hall                         |                                  |
| 71                  | 17. November 2009   | London              | England             | Hammersmith Apollo                    |                                  |
| 72                  | 19. November 2009   | Edinburgh           | Schottland          | Usher Hall                            |                                  |
| 73                  | 20. November 2009   | Newcastle upon Tyne | England             | City Hall                             |                                  |
| 74                  | 22. November 2009   | Manchester          | England             | Carling Apollo                        |                                  |
| 75                  | 23. November 2009   | Bristol             | England             | Colston Hall                          |                                  |
| 76                  | 25. November 2009   | Belfast             | Nordirland          | Waterfront Hall                       |                                  |
| 77                  | 26. November 2009   | Dublin              | Irland              | Olympia Theatre                       |                                  |
| 78                  | 29. November 2009   | Rouen               | Frankreich          | Le Zénith                             |                                  |
| 79                  | 1. Dezember 2009    | Lyon                | Frankreich          | Bourse du Travail                     |                                  |
| 80                  | 3. Dezember 2009    | Braunschweig        | Deutschland         | Stadthalle                            |                                  |
| 81                  | 4. Dezember 2009    | Kempten             | Deutschland         | Bigbox Allgäu                         |                                  |
| 82                  | 5. Dezember 2009    | Erfurt              | Deutschland         | Messehalle                            |                                  |
| 83                  | 7. Dezember 2009    | München             | Deutschland         | Philharmonie am Gasteig               |                                  |
| 84                  | 8. Dezember 2009    | Düsseldorf          | Deutschland         | Philipshalle                          |                                  |
| 85                  | 10. Dezember 2009   | Kopenhagen          | Danemark            | Amager Bio                            |                                  |
| 86                  | 11. Dezember 2009   | Oslo                | Norwegen            | Sentrum Scene                         |                                  |
| 87                  | 12. Dezember 2009   | Göteborg            | Schweden            | Lisebergshallen                       |                                  |
| Leg 5 – Nordamerika |                     |                     |                     |                                       |                                  |
| 88                  | 2. Februar 2010     | Poughkeepsie        | Vereinigte Staaten  | Mid-Hudson Civic Center               |                                  |
| 89                  | 4. Februar 2010     | Concord             | Vereinigte Staaten  | Capitol Center for the Arts           |                                  |
| 90                  | 5. Februar 2010     | Jim Thorpe          | Vereinigte Staaten  | Penn’s Peak                           |                                  |
| xx                  | 6. Februar 2010     | Washington, D.C.    | Vereinigte Staaten  | Warner Theatre                        | verlegt auf den 15. Februar 2010 |
| 91                  | 8. Februar 2010     | Northampton         | Vereinigte Staaten  | Calvin Theatre                        |                                  |
| 92                  | 9. Februar 2010     | Boston              | Vereinigte Staaten  | House of Blues                        |                                  |
| xx                  | 10. Februar 2010    | Montclair           | Vereinigte Staaten  | Wellmont Theater                      | verlegt auf den 16. Februar 2010 |
| 93                  | 12. Februar 2010    | Atlantic City       | Vereinigte Staaten  | Tropicana Casino and Resort           |                                  |
| 94                  | 13. Februar 2010    | New York City       | Vereinigte Staaten  | Town Hall                             |                                  |
| 95                  | 14. Februar 2010    | New York City       | Vereinigte Staaten  | Town Hall                             |                                  |
| 96                  | 15. Februar 2010    | Washington, D.C.    | Vereinigte Staaten  | Warner Theatre                        |                                  |
| 97                  | 16. Februar 2010    | Montclair           | Vereinigte Staaten  | Wellmont Theater                      |                                  |
| 98                  | 17. Februar 2010    | Cleveland           | Vereinigte Staaten  | House of Blues                        |                                  |
| 99                  | 18. Februar 2010    | Chicago             | Vereinigte Staaten  | House of Blues                        |                                  |
| 100                 | 19. Februar 2010    | Chicago             | Vereinigte Staaten  | House of Blues                        |                                  |
| 101                 | 20. Februar 2010    | Detroit             | Vereinigte Staaten  | MotorCity Casino                      |                                  |
| 102                 | 21. Februar 2010    | Cleveland           | Vereinigte Staaten  | House of Blues                        |                                  |
| 103                 | 23. Februar 2010    | Dallas              | Vereinigte Staaten  | House of Blues                        |                                  |
| 104                 | 24. Februar 2010    | Houston             | Vereinigte Staaten  | House of Blues                        |                                  |
| 105                 | 25. Februar 2010    | New Orleans         | Vereinigte Staaten  | House of Blues                        |                                  |
| 106                 | 27. Februar 2010    | Orlando             | Vereinigte Staaten  | Nautilus Theater at SeaWorld          |                                  |
| 107                 | 28. Februar 2010    | Boca Raton          | Vereinigte Staaten  | Sunset Cove Amphitheater              |                                  |
| 108                 | 5. April 2010       | Zacatecas           | Mexiko              | Plaza de Armas                        |                                  |
| Leg 6 – Nordamerika |                     |                     |                     |                                       |                                  |
| 109                 | 8. Juni 2010        | West Palm Beach     | Vereinigte Staaten  | Kravis Center for the Performing Arts |                                  |
| 110                 | 9. Juni 2010        | Clearwater          | Vereinigte Staaten  | Ruth Eckerd Hall                      |                                  |
| 111                 | 11. Juni 2010       | Biloxi              | Vereinigte Staaten  | Beau Rivage Theatre                   |                                  |
| 112                 | 12. Juni 2010       | Tunica              | Vereinigte Staaten  | Harrah’s Casino                       |                                  |
| 113                 | 15. Juni 2010       | Upper Darby         | Vereinigte Staaten  | Tower Theatre                         |                                  |
| 114                 | 16. Juni 2010       | Uncasville          | Vereinigte Staaten  | Mohegan Sun Arena                     |                                  |
| 115                 | 18. Juni 2010       | Bethel              | Vereinigte Staaten  | Woods Center for the Arts             |                                  |
| 116                 | 19. Juni 2010       | Atlantic City       | Vereinigte Staaten  | Borgata Event Center                  |                                  |
| 117                 | 20. Juni 2010       | Washington          | Vereinigte Staaten  | Meadows Racetrack and Casino          |                                  |
| 118                 | 23. Juni 2010       | Vienna              | Vereinigte Staaten  | Filene Center                         |                                  |
| 119                 | 24. Juni 2010       | Baltimore           | Vereinigte Staaten  | Pier Six Pavilion                     |                                  |
| 120                 | 25. Juni 2010       | Holmdel             | Vereinigte Staaten  | PNC Bank Arts Center                  |                                  |
| 121                 | 26. Juni 2010       | Wantagh             | Vereinigte Staaten  | Jones Beach Theater                   |                                  |
| 122                 | 27. Juni 2010       | Laval               | Kanada              | Espace Montmorency                    |                                  |
| 123                 | 29. Juni 2010       | Big Flats           | Vereinigte Staaten  | Tag’s Summer Stage                    |                                  |
| 124                 | 30. Juni 2010       | Canandaigua         | Vereinigte Staaten  | Marvin Sands Performing Arts Center   |                                  |
| 125                 | 2. Juli 2010        | Milwaukee           | Vereinigte Staaten  | Classic Rock Stage                    | Milwaukee Summerfest             |
| 126                 | 3. Juli 2010        | Merrillville        | Vereinigte Staaten  | Star Plaza Theatre                    |                                  |
| 127                 | 4. Juli 2010        | Blue Ash            | Vereinigte Staaten  | Lake Forest Venue                     |                                  |
| xx                  | 6. Juli 2010        | Clinton             | Vereinigte Staaten  | Lucky Star Casino                     |                                  |
| xx                  | 7. Juli 2010        | Albuquerque         | Vereinigte Staaten  | Sandia Resort and Casino              |                                  |
| 128                 | 9. Juli 2010        | Los Angeles         | Vereinigte Staaten  | Greek Theatre                         |                                  |
| 129                 | 10. Juli 2010       | Valley Center       | Vereinigte Staaten  | Harrah’s Rincon-Open Sky Theater      |                                  |
| 130                 | 11. Juli 2010       | Saratoga            | Vereinigte Staaten  | Mountain Winery                       |                                  |
| 131                 | 13. Juli 2010       | Santa Rosa          | Vereinigte Staaten  | Wells Fargo Center for the Arts       |                                  |
| 132                 | 15. Juli 2010       | Snoqualmie          | Vereinigte Staaten  | Casino Events Center                  |                                  |
| Leg 7 – Südamerika  |                     |                     |                     |                                       |                                  |
| 133                 | 17. November 2010   | Caracas             | Venezuela           | Centro Sambil                         |                                  |
| 134                 | 19. November 2010   | Buenos Aires        | Argentinien         | Luna Park                             |                                  |
| 135                 | 21. November 2010   | Rosario             | Argentinien         | Teatro Broadway                       |                                  |
| 136                 | 23. November 2010   | Córdoba             | Argentinien         | Orfeo Superdomo                       |                                  |
| 137                 | 25. November 2010   | Santiago de Chile   | Chile               | Teatro Caupolicán                     |                                  |
| 138                 | 27. November 2010   | Florianópolis       | Brasilien           | Floripa Music Hall                    |                                  |
| 139                 | 28. November 2010   | São Paulo           | Brasilien           | HSBC Brasil                           |                                  |
| 140                 | 1. Dezember 2010    | Asunción            | Paraguay            | Gran Teatro del Banco Central         |                                  |
| 141                 | 3. Dezember 2010    | Buenos Aires        | Argentinien         | Teatro Gran Rex                       |                                  |
| 142                 | 4. Dezember 2010    | Mendoza             | Argentinien         | Auditorio Angel Bustelo               |                                  |

## Band
- Benoît David: Gesang, Gitarre
- Steve Howe: Gitarre, Pedal-Steel-Gitarre, Hintergrundgesang
- Chris Squire: Bass, Hintergrundgesang, Mundharmonika
- Oliver Wakeman: Keyboards
- Alan White: Schlagzeug, Percussion